# Rozruchy przeciw poborowi w Nowym Jorku (1863)

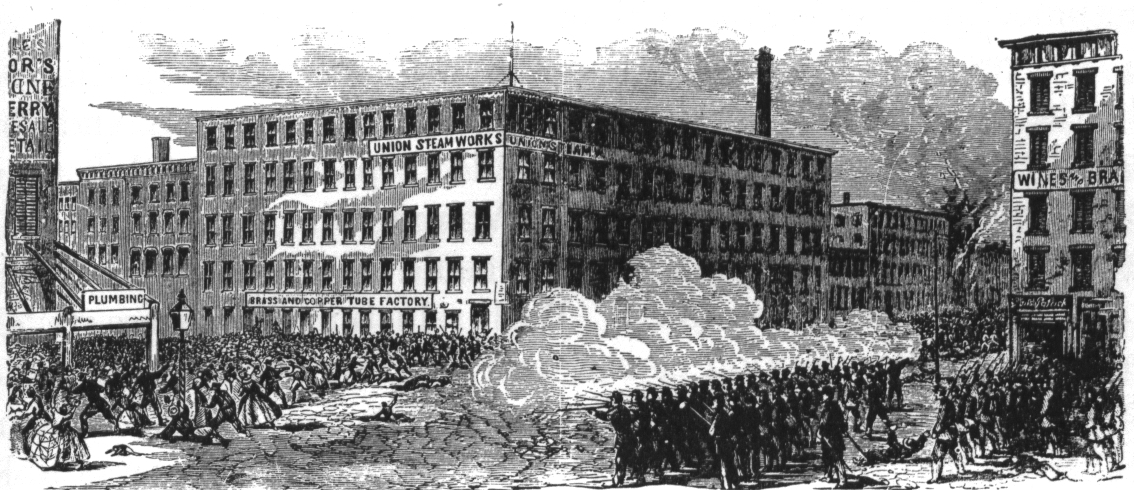
Bitwa uliczna z udziałem wojsk federalnych

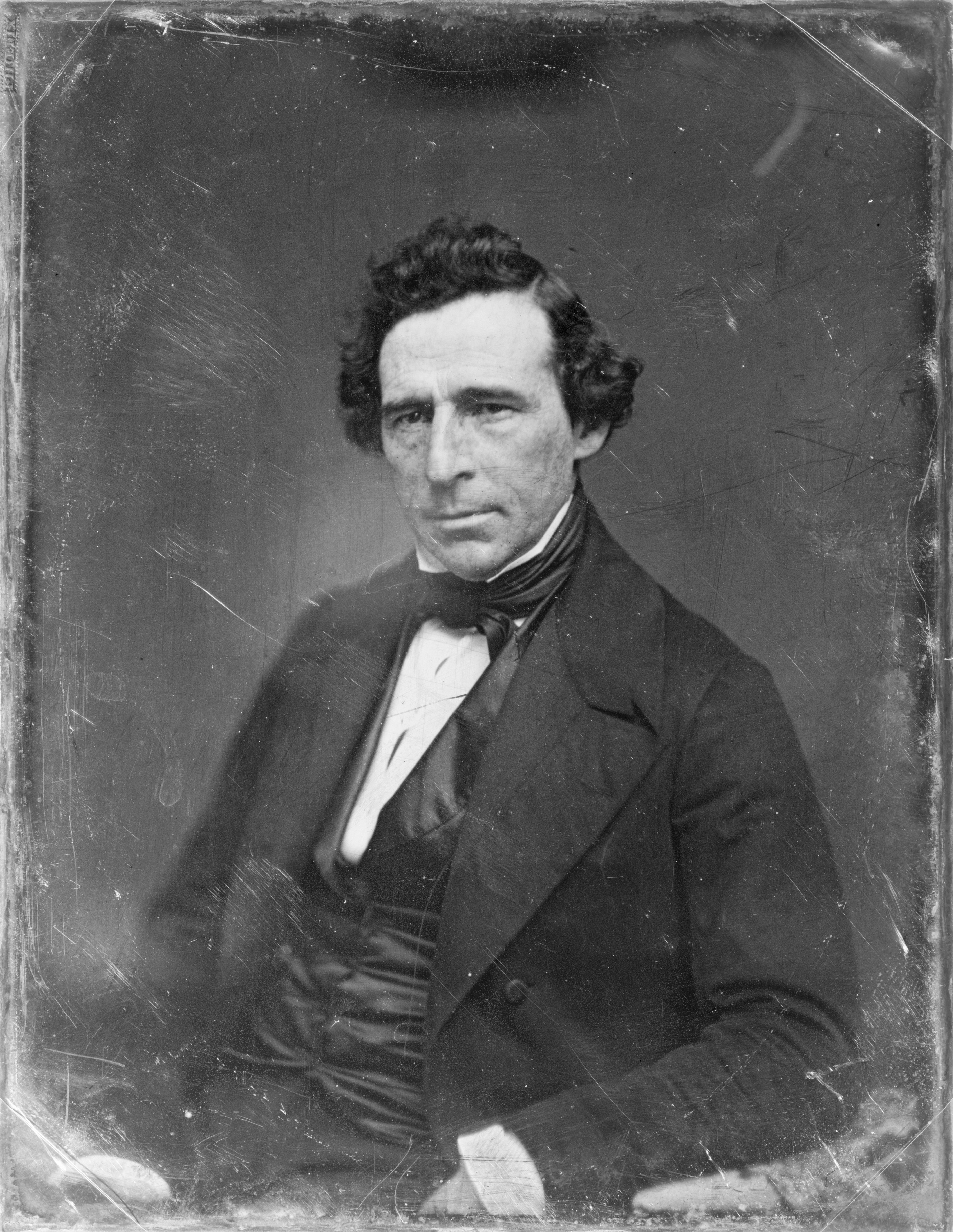
John Alexander Kennedy (1803-1873)

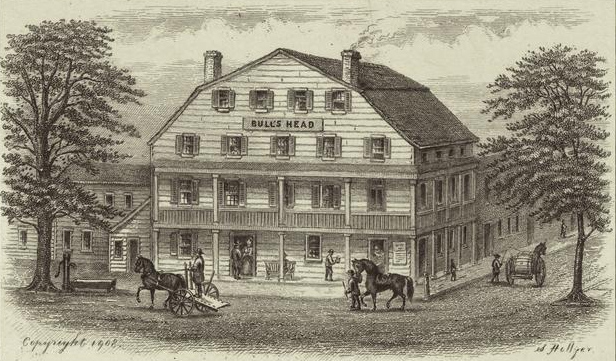
Spalony przez tłum Bull’s Head Hotel

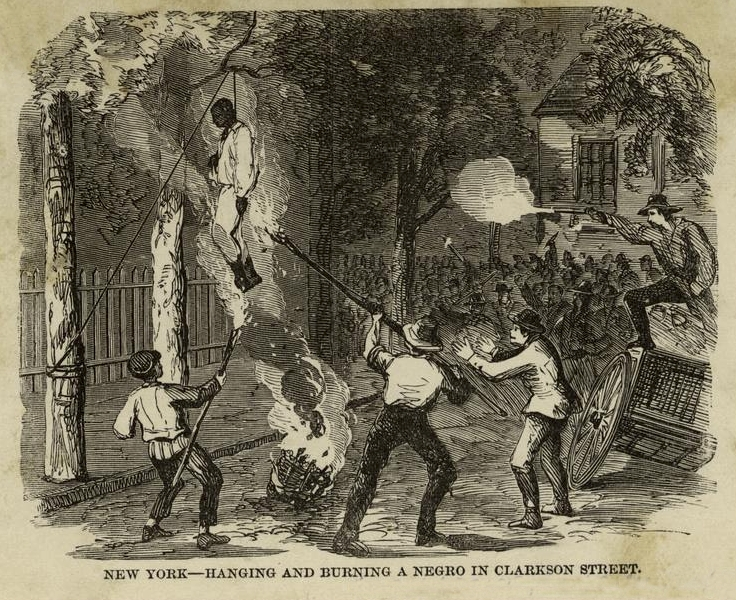
Murzyn powieszony na ulicy Clarkson

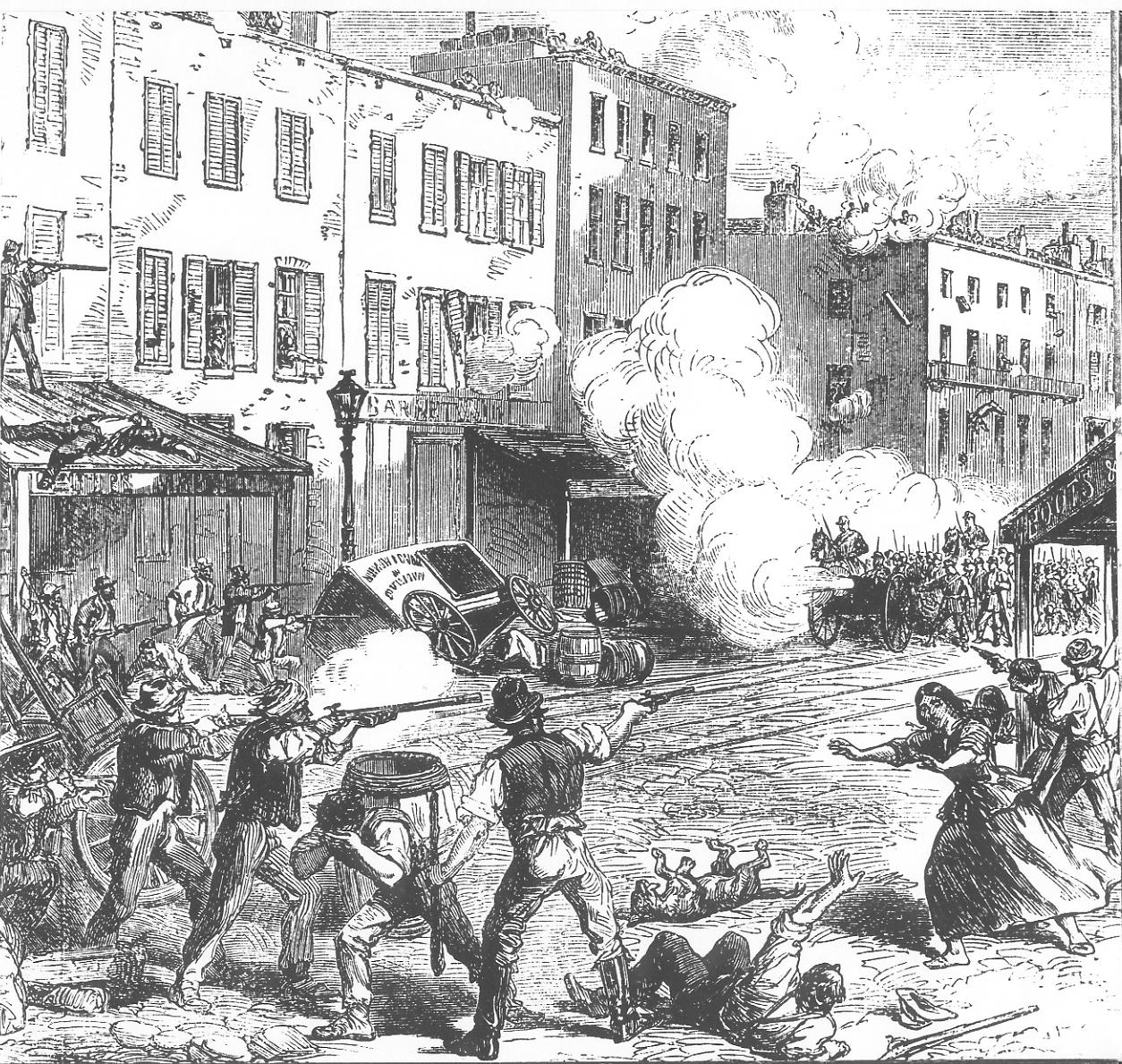
Strzelanina uliczna ostatniego dnia

Rozruchy przeciw poborowi (ang. New York City draft riots) – zbrojne zamieszki w Nowym Jorku w dniach 13-16 lipca 1863 roku, jakie wybuchły w związku z przeforsowaniem w Kongresie ustawy o przymusowym poborze do wojska w związku z toczącą się w Ameryce wojną secesyjną. Nowojorskie rozruchy były największym antyrządowym zrywem ludności cywilnej w dziejach Stanów Zjednoczonych. Prezydent Abraham Lincoln kazał wysłać kilka regimentów wojsk federalnych i milicji stanowych dla zaprowadzenia w mieście porządku. Buntownikami byli w większości przedstawiciele klasy robotniczej, oburzeni głównie tym, że pobór dotyczył w pierwszej mierze ich właśnie, podczas gdy zamożni obywatele mogli go uniknąć, płacąc 300-dolarowy okup.
Mający być początkowo pokojową demonstracją przeciwko poborowi, protest przekształcił się rychło w pogrom na tle rasowym, w wyniku czego na ulicach zginęła bliżej nie ustalona liczba Afroamerykanów. Sytuacja w mieście była tak zła, że generał John E. Wool, posłany dla zaprowadzenia porządku, oświadczył 16 lipca: „ogłoszono stan wyjątkowy, ale mam zbyt mało sił, by go wyegzekwować”. Wojsko ostatecznie rozprawiło się z buntownikami przy użyciu artylerii i ataków na bagnety, ale nim do tego doszło zniszczeniu uległo wiele budynków, w tym – między innymi – przytułek dla czarnoskórych sierot.

## Przebieg zajść
11 lipca 1863 roku doszło do zamieszek w Buffalo, w stanie Nowy Jork, a także w kilku innych miastach, ale losowanie nazwisk osób przeznaczonych do poboru miało raczej spokojny przebieg. Zbiegło się ono z wysiłkami działaczy Tammany Hall, wskazujących imigrantów, głównie z Irlandii, którzy mówili po angielsku, jako obywateli Stanów Zjednoczonych mogących brać udział w wyborach. Wielu z nich wkrótce zorientowało się, że przyznanie obywatelstwa wiąże się z wcieleniem do wojska i wysłaniem na front.
Drugie ciągnięcie miało miejsce w poniedziałek, 13 lipca, w dziesięć dni po zwycięstwie wojsk Unii w bitwie pod Gettysburgiem. O godzinie 10 rozwścieczona wataha licząca około 500 mężczyzn, na czele której szli strażacy z 33 Oddziału Nowojorskiej Straży Pożarnej znanego jako „Black Joke”, zaatakowała biuro zastępcy dowódcy żandarmerii wojskowej 9 Dystryktu na rogu Trzeciej Alei i ulicy 47., gdzie odbywało się losowanie poborowych. Tłum powybijał kamieniami wyrwanymi z bruku okna budynku, a następnie wdarł się do wnętrza i podłożył ogień. Uczestnikami rozruchów byli w większości irlandzcy robotnicy niewykwalifikowani, którzy nie chcieli konkurować o miejsca pracy z wyzwolonymi niewolnikami.
Wobec tego, że milicja stanu Nowy Jork została odesłana do Pensylwanii dla wspierania regularnej armii Unii, uśmierzeniem zamieszek musiała zająć się policja. Komendant policji nowojorskiej, John A. Kennedy, wyszedł w poniedziałek na miasto, by zorientować się w sytuacji. Choć ubrany był po cywilnemu został rozpoznany przez ludzi z tłumu i zaatakowany. Kennedy, mimo licznych ran, przeżył napaść, na widok której policjanci porwali za pałki i rewolwery i uderzyli na tłum, lecz nie dali mu rady. Jedyne, na co było ich stać, to uniemożliwienie buntownikom przedarcia się na Dolny Manhattan. Imigranci, ani inni mieszkańcy cieszącej się złą sławą „Krwawej” Szóstej Dzielnicy w okolicach portu, nie wzięli udziału w rozruchach.
Hotel „Bull’s Head” przy 44 Ulicy, którego personel odmówił wydania buntownikom alkoholu, został spalony. Podpalono również rezydencję burmistrza przy Piątej Alei, komisariaty policji Ósmego i Piątego Dystryktu, jak również inne budynki. Innym celem była redakcja organu Partii Republikańskiej „New York Tribune”. Atak tłumu na budynek „Trybuny” nie powiódł się, bowiem dziennikarze mieli dwie kartaczownice Gatlinga. Straż pożarna przystąpiła do gaszenia pożarów, ale część strażaków sympatyzowała z tłumem, jako że i oni zostali w sobotę powołani do wojska. Po południu władze zastrzeliły jednego z uczestników napaści na arsenał miejski u zbiegu Drugiej Alei i 21. ulicy.
Głównym celem i kozłami ofiarnymi rozwścieczonego tłumu stali się Afroamerykanie. W oczach wielu imigrantów i biedaków niedawno wyzwoleni niewolnicy stali się konkurencją w ubieganiu się o nieliczne miejsca pracy. Czarnych uważano ponadto za przyczynę wybuchu wojny secesyjnej, z której to przyczyny ci z nich, którzy wpadli w ręce tłumu, byli bici, torturowani, a w niektórych wypadkach zabijani. Wśród tych ostatnich był mężczyzna zlinczowany przez 400-osobowy tłum uzbrojony w pałki i kamienie brukowe; został pobity, powieszony na gałęzi drzewa i podpalony. Ochronka dla czarnoskórych dzieci przy Piątej Alei również padła ofiarą ataku. Policji udało się powstrzymać tłum wystarczająco długo, by można było ewakuować dzieci.
W nocy z poniedziałku na wtorek spadł obfity deszcz, który pomógł ugasić pożary i rozpędził buntowników, ci jednak rano wrócili na ulice. Handel w mieście zamarł, bo pracownicy brali udział w rozruchach. Buntownicy napadali domy znanych republikanów, wśród nich dom działaczki Abigail Hopper Gibbons. Gubernator Horatio Seymour we wtorek ze stopni ratusza wygłosił przemówienie do tłumu, w którym próbował uspokoić zbuntowanych twierdząc, że ustawa o poborze była niezgodna z Konstytucją. Generał John E. Wool sprowadził z fortów nad Zatoką Nowojorską i z West Point około 800 żołnierzy. Nakazał również powrót do miasta milicji stanowej.
Sytuacja uległa niejakiej poprawie w środę, bowiem zastępca komisji rekrutacyjnej otrzymał rozkaz od swych przełożonych, by zawiesić pobór. Gdy wiadomość o tym ukazała się w porannych gazetach, część zbuntowanych pozostała w domach. Resztą tłumu brutalnie zajęły się powracające do miasta oddziały milicji.
Porządek zaczęto zaprowadzać na dobre w czwartek, po pokojowej manifestacji z udziałem około pięciu tysięcy osób w starej katedrze św. Patryka, gdzie wysłuchano wystąpienia arcybiskupa Hughesa, a do miasta wkroczyły dalsze oddziały milicji nowojorskiej i wojska regularne, w tym  152 Nowojorski Regiment Ochotniczy, 26 Ochotniczy Regiment Piechoty z Michigan, 30 Regiment Ochotniczy z Indiany i – po forsownym marszu – 7 Regiment Milicji Stanu Nowy Jork z Frederick. W dodatku gubernator przysłał 74. i 65. regimenty milicji stanowej, które nie były oddelegowane do pomocy wojskom federalnym, a także działon 20 Niezależnej Baterii ze składu Ochotniczego Nowojorskiego Regimentu Artylerii z Fortu Schuyler położonego na obrzeżach dzisiejszej metropolii nowojorskiej (Throgs Neck). Do wieczora 16 lipca w mieście zgromadzono siły porządkowe w liczbie kilku tysięcy milicjantów i żołnierzy wojsk federalnych. Ostatnie starcie miało miejsce pod wieczór w okolicach Gramercy Park. Według Adriana Cooka, autora książki „Armies of the Streets”, w tym dniu zginęło dwanaście osób, między innymi jeden Afroamerykanin, dwaj żołnierze, jeden z gapiów i dwie kobiety.

## Skutki

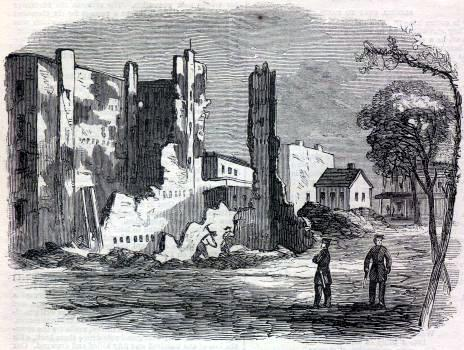
Ruiny budynku komisji poborowej

Dokładna liczba ofiar śmiertelnych nowojorskich rozruchów nie jest znana, ale historyk James M. McPherson podał w roku 2001, że zginęło co najmniej 120 osób cywilnych. Nie mniej niż jedenastu Afroamerykanów zostało powieszonych. Według najbardziej wiarygodnych wyliczeń rany odniosło co najmniej 2000 osób. Herbert Asbury, autor książki z roku 1928 „Gangi Nowego Jorku”, na kanwie której powstał film z roku 2002, podawał liczby znacznie wyższe: 2000 zabitych i 8000 rannych. Straty materialne wynosiły około 1–5 milionów USD. Historyk Samuel Eliot Morison napisał, że rozruchy stanowiły „ekwiwalent zwycięstwa konfederatów”. Skarb miejski wypłacił później odszkodowania w wysokości jednej czwartej tej sumy. Pięćdziesiąt budynków, w tym dwa kościoły protestanckie, spłonęło do szczętu.
19 sierpnia losowanie poborowych podjęto ponownie. Zostało zakończone w ciągu 10 dni bez żadnych incydentów, a do wojska powołano znacznie mniej mężczyzn, niż się poprzednio obawiano: z 750 000 wybranych do poboru w całym kraju, zaledwie około 45 000 trafiło do armii.
Podczas gdy w rozruchach uczestniczyli głównie przedstawiciele klasy robotniczej, nowojorczycy z klas średniej i wyższej byli podzieleni zarówno co do samego poboru, jak i wprowadzenia stanu wyjątkowego w celu wprowadzenia go w życie. Wielu bogatych biznesmenów, członków Partii Demokratycznej uważało, że ogłoszenie poboru było niezgodne z konstytucją. Demokraci z Tammany Hall nie widzieli w tym nic niezgodnego z ustawą zasadniczą, ale pomagali poborowym, wpłacając w ich imieniu 300-dolarowe stawki okupu.
Sprawa Unii nadal mogła liczyć na poparcie miasta Nowy Jork, aczkolwiek nie tak entuzjastyczne. Do końca wojny na terenie miasta powołano do wojska ponad 450 000 żołnierzy, marynarzy i członków formacji milicyjnych, z czego 46 000 poległo. Wywodzące się stąd brygady „Irlandzka” i „Excelsior” znalazły się w liczbie sześciu brygad wojsk Unii, które miały najwięcej zabitych.

## Rozruchy w kulturze
- Gangi Nowego Jorku – film o wydarzeniach poprzedzających rozruchy oraz o rozruchach.